# Telefonkarte

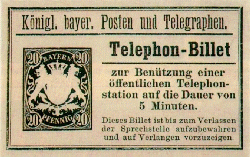
Das Telephon-Billet gilt als erster Vorläufer der Telefonkarten.

Eine Telefonkarte, Telefonwertkarte oder eine Taxcard ist eine Karte, mit der man an dafür geeigneten öffentlichen Telefonen telefonieren konnte. Diese befanden sich meist in Telefonzellen. Für Chipkarten für Mobiltelefone siehe SIM-Karte.

## Allgemein
Zum Telefonieren musste die Telefonkarte in der Regel so in den Kartenschlitz des Telefons geschoben werden, dass die Pfeilmarkierungen auf Karte und Telefon übereinstimmen.
Für die Kunden hatte die Telefonkarte den Vorteil, dass man kein passendes Kleingeld benötigte. Weil ein Kartentelefon keinen Münzbehälter benötigte, war dieses für den Betreiber günstiger, da zum einen kein Behälter mehr geleert werden musste und zum anderen dieser auch nicht mehr entwendet oder aufgebrochen werden konnte.
Nachteilig für den Kunden war jedoch, dass für das Telefonieren eine Karte mit Guthaben erworben werden musste und das Telefonieren ohne vorhandene Karte somit nicht möglich war.

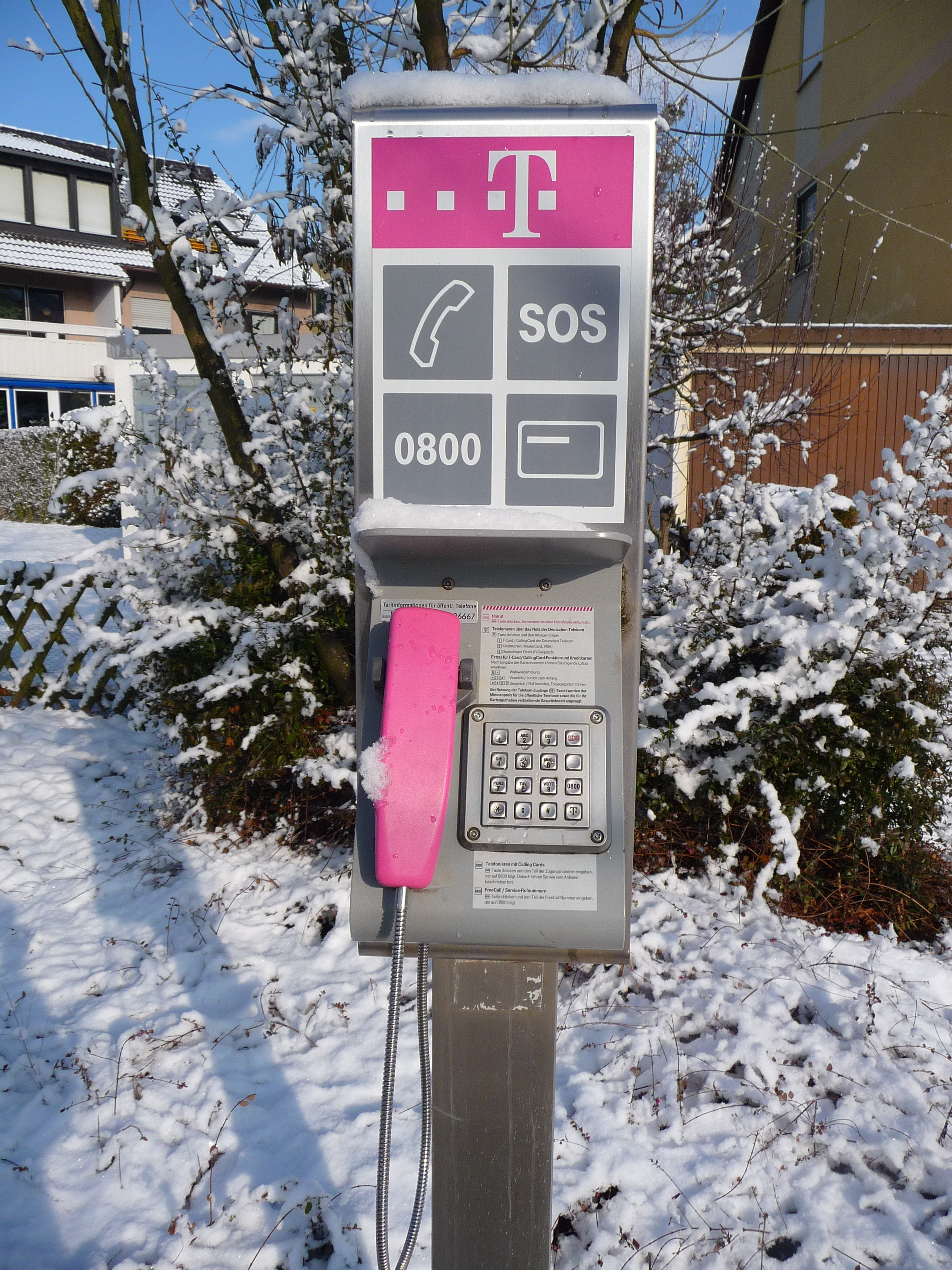
Basistelefone der Deutschen Telekom ersetzten die herkömmlichen Telefonzellen.

Ab den 2000er Jahren nahm die Zahl der öffentlichen Kartentelefone schnell ab, da Mobiltelefone zunehmende Verbreitung fanden und so die Telefonzellen im Grunde überflüssig machten, die zudem wartungsintensiv sind und häufig beschädigt werden.

## Systeme
In einigen Ländern wurden im Laufe der Zeit verschiedene Telefonkartensysteme genutzt. Chipkartensysteme haben sich dabei oft als besonders fälschungssicher herausgestellt und haben andere Systeme ersetzt.
Weitere häufig genutzte Systeme sind das Magnetstreifenkartensystem von Tamura und Anritsu (die gesamte Kartenrückseite fungiert als Magnetstreifen) sowie induktive Karten (sie beinhalten Induktionsspulen).
Parallel dazu hat sich in vielen Ländern ein Calling-Card-System entwickelt, bei dem das Guthaben nicht auf der Karte selbst, sondern beim Telekommunikationsdiensteanbieter gespeichert wird und durch einen auf der Karte befindlichen freizurubbelnden Zugangscode geschützt wird. Diese Karten müssen nicht in das Telefon geschoben werden.
Zu Beginn der 1990er-Jahre waren in einigen Ländern optische Karten von Landis & Gyr sowie Karten von GPT (GEC Plessey Telecommunications) verbreitet, die über Magnetstreifen verfügen.

## Länderspezifische Geschichte

### Deutschland
Aufgrund ihres Versorgungsauftrages sind marktbeherrschende Netzbetreiber weiterhin verpflichtet, öffentliche Telefone bereitzustellen. Von April 2004 bis Ende 2005 fand deshalb ein Feldversuch statt, in dem die Telekom an wenig genutzten Standorten die Telefonzellen durch so genannte Basistelefone austauschte. Das Besondere an den Basistelefonen ist, dass diese keinen Schlitz für Telefonkarten besitzen. Telefonate können nur über eine Calling-Card, Kreditkarte oder 0800-Freecall-Rufnummern geführt werden.

### Italien

Italienische Telefonkarte aus Karton

Zwischen 1927 und 2001 gab es Telefonmünzen, die Gettone Telefonico genannt wurden. In den 1990er Jahren testete man mit Telefonkarten auf Kartonbasis. Die obere linke Ecke musste vor der ersten Benutzung abgerissen werden, um die Karte als gebraucht zu kennzeichnen.

### Österreich

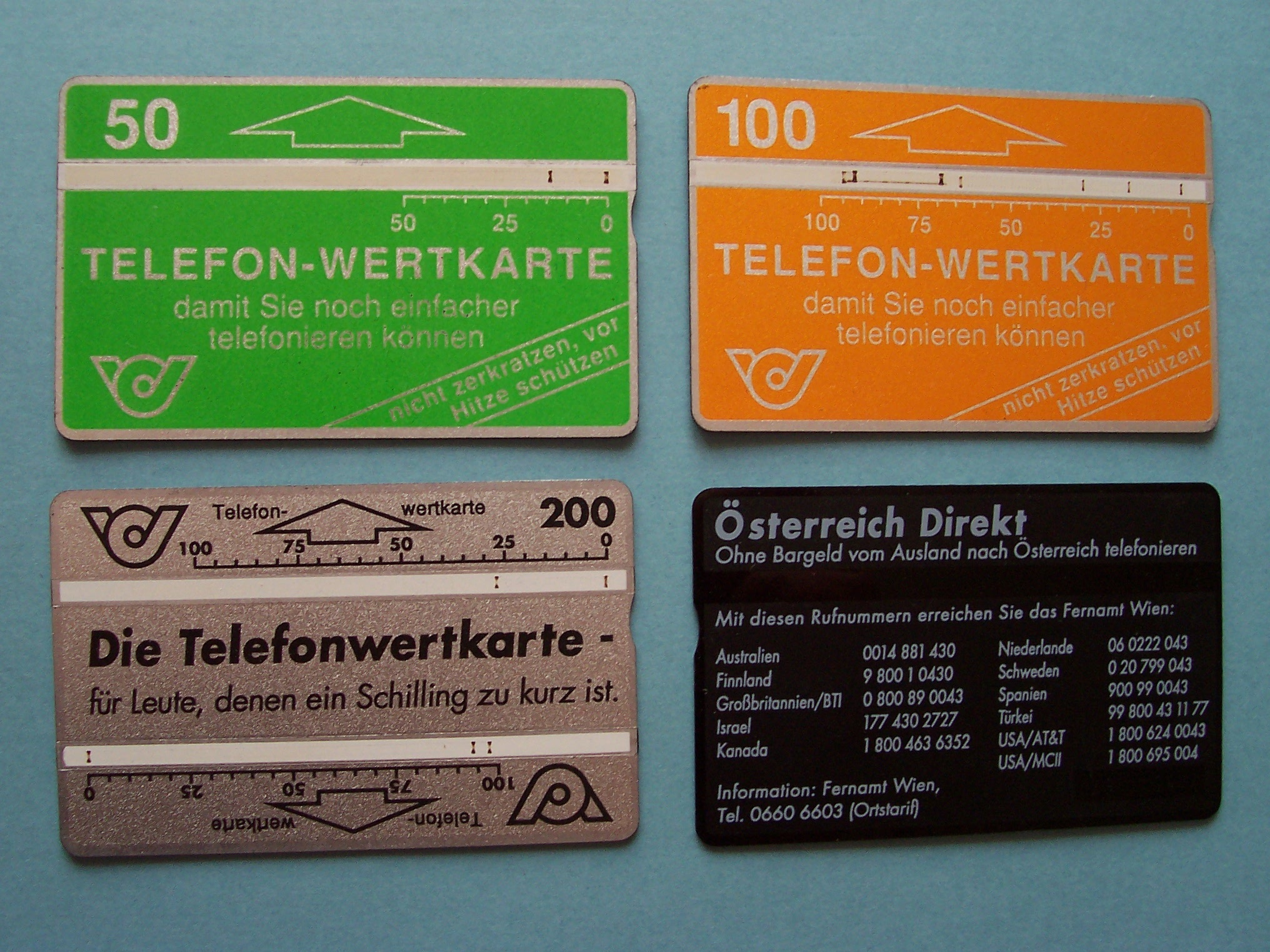
Optisch codierte Telefonwertkarten aus Österreich (um 1994). Der weiße Streifen auf der Oberseite dient lediglich dem Benutzer, um das verbleibende Guthaben abzulesen.

In Österreich konnte man Telefonkarten bei der Post oder der Telekom Austria erwerben. Sie wurden offiziell als Telefonwertkarten bezeichnet, werden jedoch seit 2016 nicht mehr vertrieben.
1981 wurde die erste Wertkarten-Telefonzelle Österreichs in Betrieb genommen. Mit der Währungsumstellung von Schilling auf Euro 2001 änderten sich auch die Wertangabe auf den Telefonwertkarten. Statt „50 Schilling“ liest man auf den letzten Wertkarten den Betrag von „3,64 Euro“, statt „100 Schilling“ „7,28 Euro“. Die Displays wurden aber nie auf die neuen Eurobeträge der Wertkarten umgestellt. Die Wertkarten-Telefone zeigen weiterhin „50“ bzw. „100“ Werteinheiten auf ihren Anzeigen an. Kurz nach der Euro-Umstellung im Jahr 2002 wurden keine Telefonwertkarten in Österreich mehr verkauft. Und doch gibt es österreichweit noch 470 Telefonzellen, in denen mit Wertkarte telefoniert werden kann, 50 davon in Niederösterreich.

### Schweiz
Die schweizerische Bezeichnung für Telefonkarte ist Taxcard. Sie wurde 1981 eingeführt. Die gewöhnlichen Karten wurden von der Swisscom vertrieben. 1996 lösten die Chipkarten das Vorgängersystem von Landis+Gyr ab. Die Taxcards der Standardserien gab es zu 5, 10 und 20 Schweizer Franken. Die Motive dieser drei Karten bildeten jeweils eine thematische Einheit. 2019 wurde die letzte öffentliche Telefonkabine („Publifon“) abgebaut. Noch gültige Taxcards konnten bis Ende Februar 2020 der Swisscom zugesandt werden, der Restbetrag wurde dann zurückerstattet.

## Sammlerobjekt
Telefonkarten sind schon bald nach ihrer Einführung zum Sammlerobjekt geworden. Es gibt, ähnlich wie für Briefmarken, Sammlerbörsen, Magazine und Sammelwertkataloge (z. B. von Michel und Sherlock sowie den DeTe-Katalog).